# RMM Records & Video
RMM Records & Video Corporation, o simplemente RMM records fue una compañía discográfica independiente fundada en 1987 y establecida en la ciudad de Nueva York. El sello estuvo activo desde el momento de su fundación hasta el fin de los años 90, produciendo principalmente música Salsa, Merengue y Latin Jazz. En su apogeo, RMM records tuvo 55 empleados y tuvo acuerdos de distribución en 42 ciudades alrededor del mundo. Fue fundado por el promotor de eventos Ralph Mercado, quien en el año de 1972 fundó la compañía RMM Management, encargada al manejo de artistas y agendamiento de eventos.
Muchos artistas grabaron para el sello, tales como Tito Puente, Celia Cruz, Oscar D'León, Eddie Palmieri, Cheo Feliciano, Ismael Miranda, José Alberto 'El Canario', Tony Vega, Tito Nieves, Johnny Rivera, Ray Sepúlveda, Domingo Quiñones, Miles Peña, Orquesta Guayacan, Limi-T 21, Conjunto Clásico, Manny Manuel, The New York Band, Marc Anthony, y a los arreglistas Sergio George e Isidro Infante, estos dos últimos fungieron como directores musicales, George desde 1989 hasta 1995 e Infante desde la salida de George hasta 2000.

## Bancarrota
RMM quebró en noviembre de 2000. Regalías no pagadas y además una millonaria demanda interpuesta por el cantautor Glenn Monroig por el uso y modificación indebida de una de sus canciones en la película documental "Yo soy del Son a la Salsa" producida por la subsidiaria RMM filmworks, llevaron al sello a la bancarrota. Universal Music Group compra a Mercado el 25 de junio de 2001 el catálogo de RMM records.

## Artistas que grabaron con RMM Records
- Tony Vega
- Van Lester
- Ray Sepúlveda
- Jesús Enríquez
- Guianko o Yanko
- Louie Ramírez
- Ray de la Paz
- 3-2 Get Funky
- Tito Puente
- Humberto Ramírez
- Cheo Feliciano
- Sergio George (Director Musical 1989-95)
- Miles Peña
- Vanessa
- Isidro Infante (Director Musical 1995-2001) & La Elite
- Jose Alberto "El Canario"
- Tito Nieves
- Celia Cruz
- Giovanny Hidalgo
- Orquesta de la Luz (Co-Distribuited by BMG Victor Japan)
- Pete "El Conde" Rodríguez
- Guayacán Orquesta (Co-Distribuited by FM Discos & Cintas, Colombia)
- Michael Stuart
- Ismael Miranda
- Antonio Cartagena
- Corinne
- Kevin Ceballo
- Johnny Rivera
- Oscar D' León
- Luis Perico Ortíz
- Marc Anthony
- Manny Manuel
- Frankie Morales
- La India
- Domingo Quiñones
- Los Hermanos Moreno
- Ray Perdomo
- Grupo Caneo (Co-Distribuited by Codiscos Colombia)
- Eddie Palmieri
- The New York Band
- Johnny Almendra & Los Jóvenes del Barrio
- Robert Avellanet
- Lisandro Mesa
- Descarga Boricua
- Limi-T 21
- Matecaña Orquesta
- Fernando Echavarría y La familia André
- Sin Fronteras
- Willy Rivera
- Charlie Sepulveda
- Rubén Sierra
- Yorman
- Yari Moré
- Jerry Galante
- Isaac Delgado
- Dave Valentin
- Chamy Solano
- Grupo Raíces
- Puerto Rico All-Stars
- Aramis Camilo
- Marcos Caminero
- Monchy
- Ravel
- Cuco Valoy
- Mickey Perfecto
- Jandy Feliz
- Tres Equis
- Aníbal Bravo
- Vivanativa
- La Misma Gente
- Paymasi
- César Flores
- July Mateo "Rasputín"
- Los Nietos y Sergio Hernández
- Aleo
- Wichy Camacho con la Orquesta La Romance
- Angelito Villalona
- Grupo Heavy
- Alberto Barros
- Henry Rosario
- Michel Camilo
- Deddie Romero
- Jerry Medina
- Raul Paz
- Hilton Ruíz
- Fausto Rey
- Antonio Caban Vale "El Topo"
- K´stalia y Los Salchichas
- He´Pepo
- Cali Alemán
- Checo Acosta
- Alto Voltaje
- Andrés Mercedes
- Azucarado
- Lucecita Benítez
- Celinés
- Iris Chacón
- Cherito
- Chrissy
- Conexión Salsera
- El Combo Show
- Bobby Cruz
- Paquito D’Rivera
- DJ Karlos
- Freddie Gerardo
- Pancho Gómez
- Grupo ABC
- Grupo Mandarina
- José Octavio
- La Artillería
- La Orquesta Joven
- Latino Man
- Los Bravos
- Jesse Márquez
- Luisito Martí
- Johan Minaya
- Glen Monroig
- Nettai Tropical Jazz Big Band
- José Nogueras
- Nora
- Orchestra 7
- Mickey Perfecto
- Millie Puente
- Sandy Reyes
- Roc & Kato
- Kike Santana
- Super Cuban All Stars
- José Manuel Taveras
- Juan Pablo Torres
- Charlie Valens
- Wellington
- Yolanda Duke

## Subsidiarias de RMM
- SOHO Latino
- Sonero records
- RMM International
- Tropijazz
- Merengazo